# Акоста, Лаутаро
Лаутаро Херма́н Ако́ста (исп. Lautaro Germán Acosta; род. 14 марта 1988, Глеу, провинция Буэнос-Айрес, Аргентина) — аргентинский футболист, полузащитник клуба «Ланус». Выступал за молодёжную сборную Аргентины, Олимпийский чемпион 2008.

## Карьера

### Клубная карьера
Лаутаро родился в городе Глеу, Буэнос-Айрес, Альмиранте Браун Партидо. Акоста прошел через молодёжную систему клуба «Ланус», и дебютировал за основной состав в 18 лет, и так как клуб часто был вынужден продать своих лучших игроков, он быстро стал важной частью первой команды.
Акоста был частью команды «Ланус», которая выиграла турнир Апертура 2007, их первого в истории чемпионского титула Аргентины. В мае 2007 года он получил серьезную травму скулы, и должен был носить специально-оборудованную маску для лица в течение двух месяцев.

## Достижения
«Ланус»
- Чемпион Аргентины (1): 2007 (Апертура)
- Финалист Южноамериканского кубка (1): 2020

«Севилья»
- Обладатель Кубка Испании (1): 2009/10

Молодёжная сборная Аргентины
- Чемпион мира среди молодёжных команд (1): 2007

Олимпийская сборная Аргентины
- Олимпийский чемпион (1): 2008